# Wishful Sinful
 Wishful Sinful  (укр. Повна бажань, повна гріха) — це пісня каліфорнійського гурту «The Doors», написана Роббі Крігером. Вона була видана як другий сингл на підтримку альбому (слідом за Touch Me) «The Soft Parade» у березні 1969-го року. Пісня дісталася лише до 44 сходинки чарту Billboard Hot 100.
Саме видання примітне тим, що на зворотню сторону синглу потрапила ексклюзивна пісня «Who Scared You?» — бо, як правило, на синглах «The Doors» були присутні композиції з трек-листу альбому.

## Композиції
Сторона А
1. Wishful Sinful (3:10)

Сторона Б
1. «Who Scared You?» (2:49)